# Henri d'Almayne
Henri d'Almayne (anglais : Henry of Almain), né le 2 novembre 1235, mort le 13 mars 1271, est le fils de Richard de Cornouailles, comte de Cornouailles, puis roi des Romains, et d'Isabelle le Maréchal. 
Son surnom était une déformation d'Allemagne, qu'il portait en raison des prétentions de son père au trône du Saint-Empire romain germanique.

## Biographie

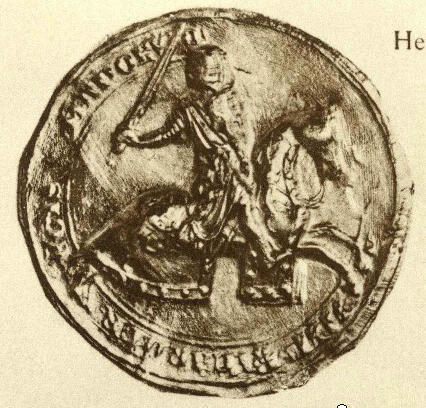
Sceau d'Henri d'Almayne.

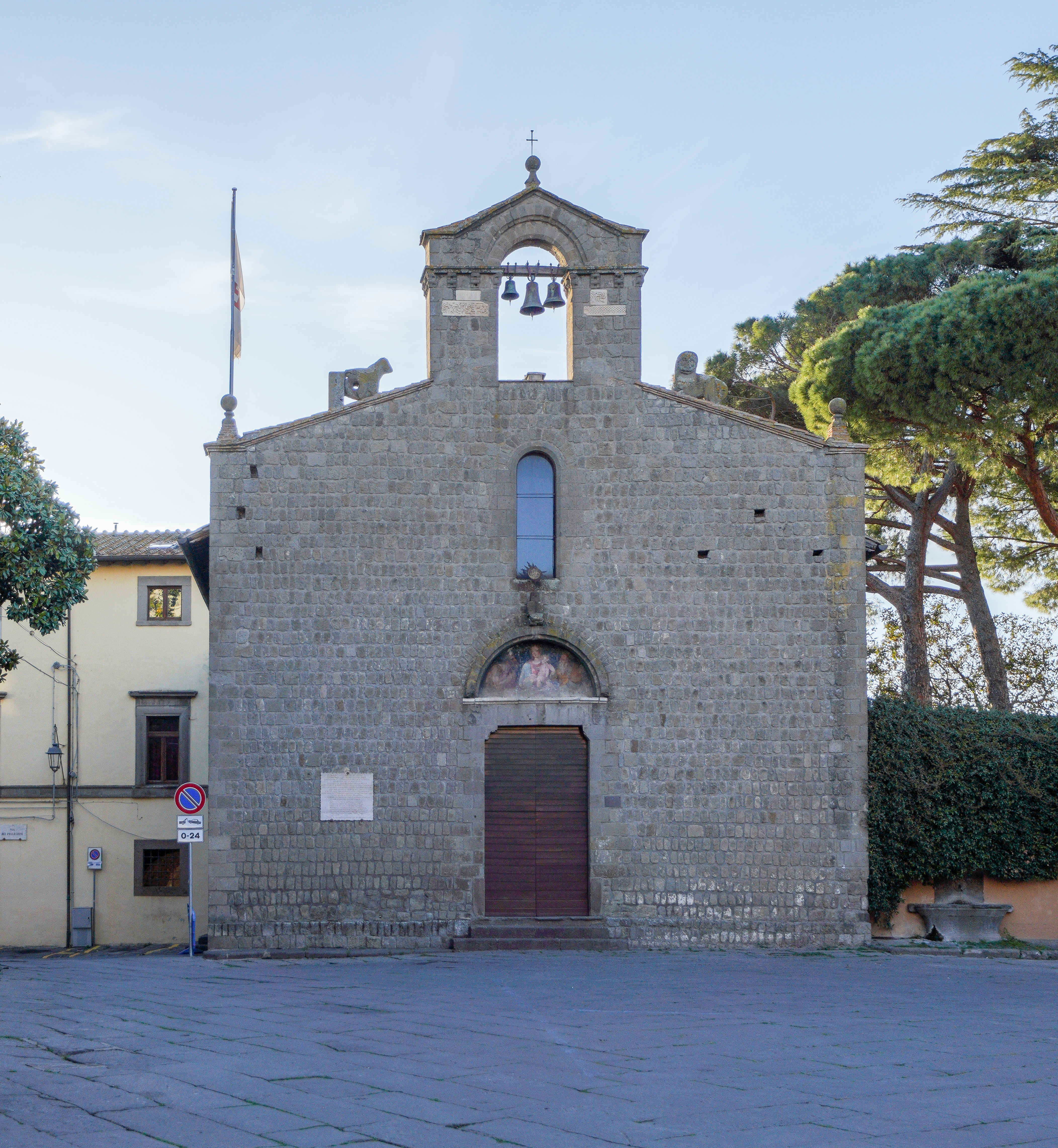
L'église Saint-Sylvestre (San Silvestro) où Henri d'Almayne fut assassiné.

Neveu du roi Henri III d'Angleterre et de Simon de Montfort, il hésita entre les deux camps lors de la révolte des barons, mais opta finalement pour le parti royal. Il fut fait prisonnier par Montfort en 1264 à Lewes, et libéré plus tard.
En 1268, il se croisa avec son cousin Édouard Ier, qui l'envoya de Sicile pour pacifier la province de Gascogne. Il suivit ensuite la route terrestre avec les rois Saint-Louis et Charles Ier de Sicile. Après la mort de Saint-Louis à Tunis, Henri suit le nouveau roi Philippe le Hardi et son frère Charles d'Anjou sur le chemin du retour en passant par l'Italie. Henri. Ils font une pause à Viterbe en attendant le pape pour le convaincre de sacrer Richard. Il fut attaqué dans l'église Saint-Sylvestre par ses cousins Guy de Montfort, comte de Nola, et Simon VI de Montfort, qui le tuèrent pour venger leur père et leur frère tués à la bataille d'Evesham. Selon le chroniqueur Giovanni Villani, le corps d'Henri fut transféré à Londres et son cœur fut mis dans une coupe d'or que l'on plaça sur une colonne élevée en tête du pont de la Tamise pour rappeler aux Anglais ce sanglant outrage. Son corps est enterré en l'abbaye de Hailes fondée par Henri III en 1245 et située près de Gloucester.
Henri d'Almayne avait épousé à Windsor, en 1269, Constance de Moncade († 1310), vicomtesse de Marsan et comtesse titulaire de Bigorre. Cette union ne donne pas de descendance.

## Postérité
Sa mort est mentionnée par Dante Alighieri dans le chant XII de la Divine Comédie, qui place le meurtrier Guido di Monforte dans le septième cercle des Enfers :
Cette ombre, nous dit-il, qui pleure solitaire
A percé devant Dieu le cœur de l'Angleterre
Garde sur la Tamise avec un soin pieux

## Sources
- (en) Cet article est partiellement ou en totalité issu de l’article de Wikipédia en anglais intitulé « Henry of Almain » (voir la liste des auteurs).